# Timo Purschke
Timo Purschke (* 16. Januar 1981 in Berlin) ist ein deutscher Wasserballspieler. 
Timo Purschke spielte als Jugendlicher für die Wasserfreunde Spandau 04, mit denen er fünfmal Deutscher Jugendmeister wurde. 1999 spielte er in der Bundesligamannschaft und wurde Deutscher Meister. 2001 wechselte Purschke zum ASC Duisburg, mit dem er mehrfach Deutscher Vizemeister wurde, zuletzt 2008.
Timo Purschke wirkte in 78 Länderspielen mit (Stand 12. Juli 2008). 2003 wurde Purschke mit der Nationalmannschaft Sechster bei der Europameisterschaft. Purschke spielte auch im Qualifikationsturnier für die Olympischen Spiele 2008 mit. Purschke gehörte später nicht zu den 13 Spielern im Olympiaaufgebot, als Ersatzspieler für die Centerposition nahm er aber an der Vorbereitung teil.